# Liste der Monuments historiques in Reuil-en-Brie
Die Liste der Monuments historiques in Reuil-en-Brie führt die Monuments historiques in der französischen Gemeinde Reuil-en-Brie auf.

## Liste der Objekte
| Bezeichnung                                            | Beschreibung | Standort                                                           | Kennzeichnung | Schutzstatus      | Datum                               | Bild |
| ------------------------------------------------------ | --- | ------------------------------------------------------------------ | ------------- | ----------------- | ----------------------------------- | ---- |
| Skulptur Christus in Ketten                            | Stein, 17. Jahrhundert | in der Kirche St-Jacques-St-Philippe (Lage)                        | PM77002951    | Inscrit           | 1978                                |      |
| Skulptur Heilige Jakobus                               | Steinskulptur aus dem 15. Jahrhundert. Sie wurde in der Sakristei gefunden und man vermutet, dass sie aus dem alten Priorat stammt. | In der Kirche St-Jacques-St-Philippe (Lage)                        | PM77001493    | Classé            | 1959                                |      |
| Altarfront, Altarbild, zwei Statuetten und ein Gemälde | Vor dem Altar aus Holz der mit einem reichen geschnitzten Blumenschmuck und verflochtenen Blumen hergestellt wurde, befindet sich in der Mitte ein Medaillon mit einem Ölgemälde. Das Altarbild, das eine heilige Frau darstellt, wird von zwei Säulen umrahmt. Auf dem Giebel befinden sich zwei Statuetten, die jeweils heilige Bischöfe darstellen. Entstehungszeit im 17. Jahrhundert. | Im Chor in der Kirche St-Jacques-St-Philippe (Lage)                | PM77002952    | Inscrit           | 1978                                |      |
| Skulptur Heiliger Georg tötet den Drachen              | Skulptur aus Putz geformt. Entstehungszeit im 19. Jahrhundert. | In der Kirche St-Jacques-St-Philippe (Lage)                        | PM77001491    | Classé (déclassé) | 1908 (1959 Schutzstatus aufgehoben) |      |
| Skulptur Madonna mit dem Vogel                         | Steinskulptur mit Resten einer Bemalung. Gefertigt im 15. Jahrhundert. | In der Kirche St-Jacques-St-Philippe (Lage)                        | PM77001492    | Classé            | 1959                                |      |
| Skulptur Madonna mit Kind                              | Steinskulptur dieser Madonna im neoklassizistischen Stil könnte aus dem späten 18. oder frühen 19. Jahrhundert stammen. | Im Altar im Kirchenschiff der Kirche St-Jacques-St-Philippe (Lage) | PM77002799    | Inscrit           | 1977                                |      |